# Gudbrand Kula
Gudbrand Kula (nórdico antiguo: Guðbrandr kúla Ólafsson) (n. 923) fue un caudillo vikingo y hersir de Oppland, Noruega. Gudbrand habitaba en el municipio de Hole, donde Åsta regresó tras el asesinato de su marido Harald Grenske, rey de Vestfold, en 995, el mismo año que nació el rey Olaf. Åsta casó en segundas nupcias con el rey Sigurd Syr, rey de Ringerike.

## Ascendencia
La genealogía de Gudbrand Kula se remonta a los grandes caudillos del norte:
- Óleifur breiður Einarsson (c. 898), padre de Gudbrand Kula.
- Einar Ölvisson (c. 830)
- Ölvir barnakarl Einarsson (c. 810)
- Einar egðski Snjallson (c. 765)
- Snjall Vatnarsson (c. 715)
- Vatnar Vikarsson (c. 700), rey de Hordaland.
- Vikar Alreksson (c. 618) jarl de Sogn y rey de Agder.

## Herencia
Casó con Úlfhildur Ólafsdóttir (n. 930), descendiente de Auðunn skökull Bjarnarson, y tuvo tres hijos:
- Ungfrú Guðbrandsdóttir (n. 966)
- Ísríður Guðbrandsson (n. 968), que casó con Tord Guttormsson de Steig y fruto de esa relación nació Tore Tordsson.
- Åsta Gudbrandsdatter,[3] que casó con Harald Grenske y por lo tanto madre del futuro rey Olaf II el Santo.

Otros posibles hijos que se le imputan:
- Hallkjell Gudbrandsson (n. 970)
- Orm Gudbrandsson, jarl de Ollandene.
- Ulvhild Gudbrandsdatter.
- Tore Gudbrandsson.
- Torny Gudbrandsdotter, madre de Hallvard Vebjørnsson.

Los descendientes de Gudbrand Kula están relacionados con la colonización de la región de Árnessýsla en Islandia.